# Safe and Sound (Capital Cities)
Safe and Sound è un singolo del gruppo musicale statunitense Capital Cities, pubblicato il 6 gennaio 2011 come primo estratto dal primo album in studio In a Tidal Wave of Mystery.

## Successo commerciale
Pubblicato inizialmente negli Stati Uniti, dal 5 aprile 2013 è stato pubblicato in Germania, dopo essere stato adottato dalla Vodafone tedesca come canzone per le pubblicità, ha raggiunto la posizione #1 nella Media Control Charts, la classifica dei singoli tedesca. Viene, dunque, diffuso in tutta Europa.
Il brano negli Stati Uniti ha venduto oltre un milione di copie ad agosto 2013.

## Video musicale
Il primo videoclip del brano, è stato pubblicato su YouTube il 24 febbraio 2011.
Il 25 aprile 2013 è stato pubblicato un secondo videoclip, che ha vinto il titolo di "Best Visual Effects" agli MTV Video Music Awards 2013, tenutisi al Barclays Center di Brooklyn, a New York, il 25 agosto 2013.
Il video è ambientato in un vecchio teatro e un fulmine lo colpisce accendendo le vecchie immagini dei ballerini che prendono vita iniziando a cantare e ballare per poi scaricarsi e tornare al proprio posto tra gli applausi.

## Classifiche
| Classifica (2011-2013) | Posizione massima |
| ---------------------- | ----------------- |
| Austria                | 2                 |
| Belgio (Fiandre)       | 3                 |
| Belgio (Vallonia)      | 2                 |
| Brasile                | 5                 |
| Canada                 | 7                 |
| Francia                | 75                |
| Germania               | 1                 |
| Italia                 | 4                 |
| Lussemburgo            | 2                 |
| Messico                | 3                 |
| Paesi Bassi            | 36                |
| Polonia                | 4                 |
| Repubblica Ceca        | 11                |
| Slovacchia             | 14                |
| Spagna                 | 24                |
| Stati Uniti            | 9                 |
| Svizzera               | 8                 |

### Classifiche di fine anno
| Classifica (2013) | Posizione |
| ----------------- | --------- |
| Italia            | 35        |

## Date di pubblicazione
- Stati Uniti - 1º febbraio 2011
- Europa - 5 aprile 2013